# Liste de montes sur Vénus

Voici une liste de montes (singulier : mons (« montagne »)) de la planète Vénus. Les montagnes vénusiennes portent toutes des noms de déesses de diverses mythologies, sauf les Maxwell Montes.
Les quatre chaînes principales de Vénus sont les Maxwell Montes, Freyja Montes, Akna Montes et Danu Montes. Elles se trouvent sur Ishtar Terra. 
Certains de ces montes sont des volcans actifs.
La présence de chaînes de montagne sur Vénus est un signe d'activité sismique.[réf. nécessaire]
| Nom                | Coordonnées       | Diamètre (km) | Hauteur          | Origine |
| ------------------ | ----------------- | ------------- | ---------------- | --- |
| Abeona Mons        | 44,8° S, 273,1° E | 375,0         |                  | Abéona, déesse romaine des voyageurs.                                                                            |
| Akna Montes        | 68,9° N, 318,2° E | 830,0         | environ 6 000 m  | Akna, déesse maya de la naissance.                                                                               |
| Aleksota Mons      | 9° S, 308,5° E    | 250,0         |                  | Aleksota, déesse lituanienne de l'amour.                                                                         |
| Anala Mons         | 11° N, 14,1° E    | 525,0         | environ 2 250 m  | Anala, déesse hindoue de la fertilité. Nom changé depuis Anala Corona.                                           |
| Api Mons           | 38,9° N, 54,7° E  | 190,0         |                  | Api (ou Apia), déesse scythe de la Terre (Scythes).                                                              |
| Atai Mons          | 22° S, 291° E     | 250,0         |                  | Atai, femme du dieu du ciel Abassi du peuple efik (Ghana).                                                       |
| Atanua Mons        | 9,5° N, 308,9° E  | 1 000,0       |                  | Atanua, déesse de l'aube des îles Marquises (littérature orale polynésienne).                                    |
| Atira Mons         | 52,2° N, 267,6° E | 152,0         |                  | Atira, femme du Grand Esprit Tirawa du peuple pawnee.                                                            |
| Atsyrkhus Mons     | 78,5° S, 227° E   | 170,0         |                  | Atsyrkhus, fille du dieu ossète du soleil Khur.                                                                  |
| Awenhai Mons       | 60° S, 248° E     | 100,0         |                  | Awenhai, déesse de la fertilité mohawk/iroquoise.                                                                |
| Bagbartu Mons      | 65,5° N, 279° E   | 600,0         |                  | Bagbartu, déesse, vénérée à Musasir (Urartu).                                                                    |
| Bécuma Mons        | 34° N, 21,9° E    | 0,0           |                  | Bécuma, déesse irlandaise de l'aube.                                                                             |
| Bunzi Mons         | 45,8° N, 354,9° E | 36,0          |                  | Bunzi, déesse de l'arc-en-ciel woyo (peuple de Cabinda et de la République démocratique du Congo).               |
| Chloris Mons       | 45,4° S, 294,6° E | 180,0         |                  | Chloris, nymphe grecque des fleurs.                                                                              |
| Chuginadak Mons    | 38° S, 246° E     | 450,0         |                  | Chuginadak, déesse inuit des volcans (Aléoutes Inuits).                                                          |
| Cipactli Mons      | 31,5° S, 332,5° E | 200,0         |                  | Cipactli, déesse-crocodile aztèque de qui la Terre est née.                                                      |
| Ciuacoatl Mons     | 53° N, 150,9° E   | 100,0         |                  | Ciuacoatl, déesse aztèque de la Terre. Nom changé depuis Ciuacoatl Corona.                                       |
| Cotis Mons         | 44,1° N, 233,1° E | 62,0          |                  | Cotis, déesse thrace (en), mère des dieux, assimilée à Cybèle (Thraces). Nom changé en Cotis Tholus.             |
| Danu Montes        | 58,5° N, 334° E   | 808,0         | environ 5 000 m  | Danu, mère des dieux celtes.                                                                                     |
| Dzalarhons Mons    | 0,5° N, 34° E     | 120,0         |                  | Dzalarhons, déesse des volcans (Haida peuple d'Amérique du Nord).                                                |
| Egle Mons          | 59° S, 134° E     | 110,0         |                  | Eglė, reine sous-marine de la mythologie lituanienne.                                                            |
| Eostre Mons        | 45,1° N, 329,1° E | 26,0          |                  | Éostre, déesse germanique du printemps.                                                                          |
| Erzulie Mons       | 68° S, 8° E       | 300,0         |                  | Erzulie, déesse vaudou de l'amour (Haïti).                                                                       |
| Fand Mons          | 7° N, 158° E      | 300,0         |                  | Fand, déesse celte de la guérison et du plaisir.                                                                 |
| Faravari Mons      | 43,5° S, 309° E   | 500,0         |                  | Faravari, déesse de l'eau (Madagascar).                                                                          |
| Freyja Montes      | 74,1° N, 333,8° E | 579,0         | environ 6 500 m  | Freyja, déesse nordique du foyer.                                                                                |
| Furki Mons         | 35,9° N, 236,4° E | 79,0          |                  | Furki, femme du dieu du tonnerre Sela (Tchétchénie et Ingouchie). Nom changé en Furki Tholus.                    |
| Gauri Mons         | 20,2° S, 102,2° E | 75,0          |                  | Gaurî, déesse hindoue de la montagne.                                                                            |
| Gula Mons          | 21,9° N, 359,1° E | 276,0         | environ 3 000 m  | Gula, mère de la Terre, force créatrice (Babylone).                                                              |
| Gurshi Mons        | 47,5° S, 58,5° E  | 210,0         |                  | Gurshi, déesse de la pêche (Bouriatie).                                                                          |
| Gwen Mons          | 21,4° S, 238,7° E | 200,0         |                  | Gwen, déesse irlandaise de la joie et des sourires.                                                              |
| Hallgerda Mons     | 53,1° N, 198,3° E | 57,0          |                  | Hallgerda, déesse islandaise de la vanité (Islande).                                                             |
| Hathor Mons        | 38,7° S, 324,7° E | 333,0         |                  | Hathor, déesse égyptienne du ciel.                                                                               |
| Idunn Mons         | 46,5° S, 214,5° E | 250,0         |                  | Idun, déesse nordique de l’éternelle jeunesse.                                                                   |
| Ilithyia Mons      | 13,5° S, 315,5° E | 90,0          |                  | Ilithyie, déesse grecque de l'accouchement.                                                                      |
| Innini Mons        | 34,6° S, 328,5° E | 339,0         |                  | Innini, déesse mère babylonienne de la Terre, vénérée à Kish.                                                    |
| Irnini Mons        | 14,6° N, 16° E    | 525,0         | environ 1 750 m  | Irnini, déesse assyro-babylonienne des monts du Liban.                                                           |
| Iseghey Mons       | 9° N, 171° E      | 500,0         |                  | Iseghey, déesse du bétail (République de Sakha peuple de Russie).                                                |
| Ixtab Mons         | 15,7° N, 242,2° E | 80,0          |                  | Ixtab, déesse maya de la mort.                                                                                   |
| Jael Mons          | 51,2° N, 120,8° E | 36,0          |                  | Jaël, une héroïne biblique.                                                                                      |
| Kali Mons          | 9,4° N, 29,2° E   | 325,0         |                  | Kâlî, déesse hindoue, créatrice et destructrice.                                                                 |
| Katl-Imi Mons      | 69° S, 126° E     | 120,0         |                  | Katl-Imi, déesse khanty du soleil.                                                                               |
| Kokyanwuti Mons    | 35,5° N, 212° E   | 400,0         |                  | Kokyanwuti, déesse hopi de la terre - femme-araignée.                                                            |
| Kshumay Mons       | 54,9° S, 58° E    | 250,0         |                  | Kshumay, déesse de la végétation, en Afghanistan.                                                                |
| Kunapipi Mons      | 33,9° S, 86° E    | 220,0         |                  | Kunapipi, déesse-mère australienne. Changé depuis Kunapipi Corona.                                               |
| Kurukulla Mons     | 48,7° N, 103° E   | 59,0          |                  | Kurukulla, déesse tibétaine de la santé.                                                                         |
| Lahar Mons         | 14° N, 162° E     | 225,0         |                  | Lahar, déesse assyro-babylonienne des animaux domestiques.                                                       |
| Laka Mons          | 79,9° N, 262° E   | 220,0         |                  | Laka, déesse des terres non cultivées (Hawaii).                                                                  |
| Lamashtu Mons      | 2,8° N, 172,7° E  | 260,0         |                  | Lamashtu, déesse sumérienne qui rendait les enfants malades (Sumer).                                             |
| Lanig Mons         | 68,5° S, 91° E    | 400,0         |                  | Lanig, déesse créatrice (Semang).                                                                                |
| Loo-Wit Mons       | 59,5° S, 56° E    | 150,0         |                  | Loowit, déesse volcan, personnification du mont Saint Helens (Multnomah et Klikitat peuples d'Amérique du Nord). |
| Ludjatako Mons     | 12° S, 251° E     | 500,0         |                  | Ludjatako, déesse-tortue géante creek. Changé en Ludjatako Corona.                                               |
| Maat Mons          | 0,5° N, 194,6° E  | 395,0         | environ 8 000 m  | Maât, déesse égyptienne de la Vérité et de la Justice.                                                           |
| Maxwell Montes     | 65,2° N, 3,3° E   | 797,0         | environ 10 700 m | James Clerk Maxwell, physicien (1831-1879).                                                                      |
| Mbokomu Mons       | 15,1° S, 215,2° E | 460,0         |                  | Mbokomu, déesse des ancêtres ngombe (Zaïre).                                                                     |
| Melia Mons         | 62,8° N, 119,3° E | 311,0         |                  | Melia, nymphe grecque.                                                                                           |
| Mem Loimis Mons    | 9,5° N, 209° E    | 300,0         |                  | Mem Loimis, déesse du peuple wintun (Californie).                                                                |
| Mentha Mons        | 43° N, 237,3° E   | 79,0          |                  | Mentha, déesse romaine, personnification de l'esprit humain. Nom changé en Mentha Tholus.                        |
| Mertseger Mons     | 38,1° S, 270,3° E | 450,0         |                  | Mertseger, déesse serpent de la nécropole de Thèbes.                                                             |
| Mielikki Mons      | 27,8° S, 280,5° E | 450,0         |                  | Mielikki, déesse finnoise de la forêt.                                                                           |
| Milda Mons         | 52,5° N, 159,4° E | 48,0          |                  | Milda, déesse lituanienne de l'amour.                                                                            |
| Mokosha Mons       | 57,7° N, 255° E   | 270,0         |                  | Mokoch, déesse de la terre mère nourricière Slaves orientaux.                                                    |
| Muhongo Mons       | 10,6° N, 174,5° E | 175,0         |                  | Muhongo, déesse des Mbundu (Angola).                                                                             |
| Muta Mons          | 55,5° N, 358,3° E | 54,0          |                  | Muta, déesse romaine du silence.                                                                                 |
| Nahas-tsan Mons    | 14° N, 205° E     | 500,0         |                  | Nahas-tsan, déesse-mère navajo.                                                                                  |
| Nayunuwi Montes    | 2° N, 83° E       | 900,0         |                  | Nayunuwi, monstre féminin vêtu de pierre cherokee.                                                               |
| Nazit Mons         | 22,5° N, 240° E   | 350,0         |                  | Nazit, déesse-serpent égyptienne.                                                                                |
| Ne Ngam Mons       | 43° S, 257,5° E   | 200,0         |                  | Ne Ngam, déesse créatrice du monde chez le peuple lao.                                                           |
| Nepthys Mons       | 33° S, 317,5° E   | 350,0         |                  | Nephtys, déesse égyptienne.                                                                                      |
| Nijole Mons        | 45° N, 185° E     | 150,0         |                  | Nijole, déesse lituanienne du monde souterrain. Nom changé depuis Niola Mons.                                    |
| Ninisinna Mons     | 25,7° N, 197,5° E | 110,0         |                  | Ninisinna, déesse mésopotamienne de la santé et des soins.                                                       |
| Nokomis Montes     | 20° N, 189° E     | 486,0         |                  | Nokomis, déesse-mère algonquine.                                                                                 |
| Nyx Mons           | 30° N, 48,5° E    | 875,0         |                  | Nyx, déesse grecque de la nuit.                                                                                  |
| Ongwuti Mons       | 2° S, 194,5° E    | 500,0         |                  | Ongwuti, déité femme-sel hopi, prédit les saisons.                                                               |
| Ozza Mons          | 4,5° N, 201° E    | 507,0         |                  | Uzza, déesse arabe de la fertilité.                                                                              |
| Pahto Mons         | 64,5° S, 114,5° E | 300,0         |                  | Pahto, déesse des montagnes yakima/klickitat (côte nord-ouest des États-Unis).                                   |
| Polik-mana Mons    | 24,5° N, 264° E   | 600,0         |                  | Polik-mana, jeune fille papillon hopi (kachina).                                                                 |
| Ptesanwi Mons      | 2,8° N, 45,4° E   | 200,0         |                  | Ptesanwi, femme-buffle blanc lakota (Sioux).                                                                     |
| Rakapila Mons      | 43,7° S, 321,5° E | 130,0         |                  | Rakapila, déité malgache des arbres sacrés.                                                                      |
| Renpet Mons        | 76° N, 236,2° E   | 138,0         |                  | Répit (ou Renpet), déesse égyptienne du printemps et de la jeunesse.                                             |
| Rhea Mons          | 32,4° N, 282,2° E | 217,0         |                  | Rhéa, titan grecque.                                                                                             |
| Rhpisunt Mons      | 2,5° N, 301,5° E  | 250,0         |                  | Rhpisunt, déesse-mère ourse Haida (côte nord-ouest des États-Unis).                                              |
| Sakwap-mana Mons   | 35° N, 219,5° E   | 500,0         |                  | Sakwap-mana, déesse hopi (kachina).                                                                              |
| Samodiva Mons      | 13,6° N, 291° E   | 200,0         |                  | Samodiva, déesse ailée bulgare de l'eau.                                                                         |
| Sapas Mons         | 8,5° N, 188,3° E  | 217,0         | environ 1 500 m  | Sapas, déesse phénicienne (Phénicie).                                                                            |
| Sekmet Mons        | 44,5° N, 240,5° E | 285,0         |                  | Sekhmet, déesse égyptienne de la guerre.                                                                         |
| Sephira Mons       | 43° S, 28° E      | 275,0         |                  | Sephira, déesse hispanique de l'intelligence et de la créativité.                                                |
| Seshat Mons        | 26,3° N, 33,2° E  | 62,0          |                  | Seshat, déesse égyptienne de l'écriture.                                                                         |
| Shala Mons         | 39,4° N, 208° E   | 90,0          |                  | Shala, déesse canaanéenne de l'orage (Phénicie).                                                                 |
| Siduri Mons        | 42,3° S, 297,3° E | 105,0         |                  | Siduri, déesse babylonienne.                                                                                     |
| Sif Mons           | 22° N, 352,4° E   | 200,0         | environ 2 000 m  | Sif, déesse germanique, femme de Thor.                                                                           |
| Skadi Mons         | 64° N, 4° E       | 40,0          | environ 10 700 m | Skadi, déesse scandinave de la montagne.                                                                         |
| Somagalags Montes  | 9,3° N, 348,5° E  | 105,0         |                  | Somagalags, déesse bella coola. Nom changé depuis en Somagalags Corona.                                          |
| Spandarmat Mons    | 16,5° S, 255° E   | 400,0         |                  | Spandarmat, déesse mère perse.                                                                                   |
| Talakin Mons       | 11° S, 355,4° E   | 175,0         |                  | Talakin, déesse navajo.                                                                                          |
| Tefnut Mons        | 38,6° S, 304° E   | 182,0         |                  | Tefnout, déesse égyptienne.                                                                                      |
| Tepev Mons         | 29° N, 44,3° E    | 301,0         |                  | Tepev, déesse maya.                                                                                              |
| Thallo Mons        | 76° N, 233,5° E   | 216,0         |                  | Thallo, déesse grecque.                                                                                          |
| Theia Mons         | 22,7° N, 281° E   | 226,0         |                  | Théia, titan grecque.                                                                                            |
| Toma Mons          | 12,9° S, 232° E   | 80,0          |                  | Toma, déesse tibétaine.                                                                                          |
| Ts'an Nu Mons      | 27,2° S, 272,9° E | 310,0         |                  | Ts'an Nu, déesse chinoise des vers à soie.                                                                       |
| Tuli Mons          | 13,3° N, 314,6° E | 750,0         |                  | Tuli, déesse de la création des îles Samoa.                                                                      |
| Tuulikki Mons      | 10,3° N, 274,7° E | 520,0         |                  | Tuulikki, déesse finnoise des animaux.                                                                           |
| Tuzandi Mons       | 42,5° S, 41,5° E  | 200,0         |                  | Tuzandi, déesse palaun (môn-khmer de Birmanie, ou Myanmar).                                                      |
| Ua-ogrere Mons     | 40,5° N, 117° E   | 200,0         |                  | Ua-ogrere, déité ancestrale kivai (Nouvelle-Guinée).                                                             |
| Uretsete Mons      | 12° S, 261° E     | 500,0         |                  | Uretsete, déesse keresan pueblo.                                                                                 |
| Ushas Mons         | 24,3° S, 324,6° E | 413,0         | environ 2 000 m  | Ushas, déesse indienne.                                                                                          |
| Uti Hiata Mons     | 16° N, 69° E      | 500,0         |                  | Uti Hiata, déité pawnee.                                                                                         |
| Var Mons           | 1,2° N, 316,2° E  | 1 000,0       |                  | Vár, déesse scandinave.                                                                                          |
| Venilia Mons       | 32,7° N, 238,8° E | 320,0         |                  | Venilia, déesse italique.                                                                                        |
| Vostrukha Mons     | 6,3° S, 299,4° E  | 180,0         |                  | Vostrukha, déité biélorusse du foyer.                                                                            |
| Waka Mons          | 26,3° N, 207,7° E | 60,0          |                  | Waka, déesse lézard polynésienne.                                                                                |
| Wyrd Mons          | 14° N, 247,2° E   | 150,0         |                  | Wyrd, déesse anglo-saxonne.                                                                                      |
| Xochiquetzal Mons  | 3,5° N, 270° E    | 80,0          |                  | Xochiquetzal, déesse aztèque des fleurs.                                                                         |
| Xtoh Mons          | 39,7° N, 194,2° E | 110,0         |                  | Xtoh, déesse quiché de la pluie (Guatemala).                                                                     |
| Yolkai-Estsan Mons | 17° N, 194° E     | 600,0         |                  | Yolkai-Estsan, déité navajo.                                                                                     |
| Yunya-mana Mons    | 18° S, 285° E     | 500,0         |                  | Yunya-mana, déesse hopi.                                                                                         |
| Zaltu Mons         | 18° N, 163,5° E   | 220,0         |                  | Zaltu, déesse assyro-babylonienne.                                                                               |